# Cylindromyia platensis
Cylindromyia platensis là một loài ruồi trong họ Tachinidae.